# Puerto Barrios
Puerto Barrios – miasto w północno-wschodniej Gwatemali, położone nad Zatoką Amatique (część Zatoki Honduraskiej). Miasto położone jest 300 km na północny zachód od stolicy kraju Gwatemali.  Ośrodek administracyjny departamentu Izabal. 
Według danych szacunkowych w 2012 roku liczba ludności miasta wyniosła 86 390 mieszkańców.
Miasto zostało założone w 1895. Zostało nazwane na cześć prezydenta Gwatemali Justo Barriosa. W 1974 miasto i port zostały poważnie zniszczone przez trzęsienie ziemi. Część przeładunku została wówczas przeniesiona do sąsidniego portu Santo Tomás de Castilla.
Puerto Barrios to największy port morski Gwatemali. Miasto rozwinęło się głównie jako port wywozu bananów, ale również kawy i chicle. Puerto Barrios to końcowa stacja linii kolejowej łączącej port ze stolicą kraju i dalej z pacyficznym portem San José. Odnoga tej linii biegnie do sąsiedniego Salwadoru. Zarówno port, jak i linia kolejowa, kontrolowane były przez amerykańską firmę United Fruit Company (obecnie Chiquita Brands International). Do niej należy również większość plantacji bananów w Gwatemali.

## Gmina Puerto Barrios
Miasto jest siedzibą władz gminy o tej samej nazwie, która w 2012 roku liczyła 104 584 mieszkańców. Gmina jak na warunki Gwatemali jest dość duża, a jej powierzchnia obejmuje 1292 km².
Większość obszaru gminy pokrywa las deszczowy, a na terenie gminy znajduje się Park Narodowy Cuevas de Silvino oraz 2 rezerwaty biosfery o łącznej powierzchni ponad 1265 ha